# Абсолютный чемпионат СССР по боксу 1939
Абсолютный чемпионат СССР по боксу 1939 года прошёл в Москве 18 сентября.
Полутяжеловес Виктор Михайлов уже в третий раз пытался завоевать звание абсолютного чемпиона СССР в поединке против  тяжеловеса Николая Королёва. В 1936, 1937 годах абсолютным чемпионом СССР становился Николай Королёв. В 1938 году звание абсолютного чемпиона не разыгрывалось.
По словам Виктора Михайлова:

В середине года [1938] я много болел, не сумел систематически тренироваться, в связи с чем мне не удалось встретиться с Королёвым в состязании на абсолютное первенство СССР. Но взять реванш у него было моей целью и моя тренировка всё время была направлена на встречу с ним.— 
Формула боя Королёв — Михайлов была — 6 раундов по 3 минуты. По итогам поединка мнения судей разделились: один судья — 57:55 в пользу Михайлова, второй с таким же счетом — в пользу Королёва. Третий судья дал ничейный счет 58:58, однако отдал свой голос Виктору Михайлову. К этому решению присоединились остальные члены судейской коллегии и главный судья матча. Таким образом абсолютным чемпионом СССР 1939 года стал Виктор Михайлов.